# Lijst van burgemeesters van Heinkenszand
Dit is een lijst van burgemeesters van de voormalige Nederlandse gemeente Heinkenszand tot die gemeente op 1 januari 1970 opging in de gemeente Borsele.
| Ambtsperiode | Naam burgemeester                  | Partij of stroming | Bijzonderheden                                                                          |
| ------------ | ---------------------------------- | ------------------ | --------------------------------------------------------------------------------------- |
| ??           | ??                                 |                    |                                                                                         |
| 1811 - 1812  | Job Minnaar (1770-1812)            |                    | geb. Borssele, voordien schoolmeester en voorzanger                                     |
| ??           | ??                                 |                    |                                                                                         |
| ??           | Pieter Idus Buteux (1793-1873)     |                    | vermeld in 1828 en in 1831                                                              |
| ??           | ??                                 |                    |                                                                                         |
| 18?? - 1856  | J.M. Vermande van Cleeuwerskerke   |                    |                                                                                         |
| 1856 - 1859  | Johan (J.P.I) Buteux               | liberaal           | tevens burgemeester van 's-Heer Arendskerke (1854-1859)                                 |
| 1859 - 1882  | jhr. mr. Cornelis van Citters      |                    | tevens burgemeester van 's-Heer Arendskerke                                             |
| 1882 - 1883  | A. de Vulder van Noorden           |                    |                                                                                         |
| 1883 - 1900  | B. Vermande                        |                    |                                                                                         |
| 1900 - 1908  | Jacob Barendregt Az.               |                    | voorheen burgemeester van Zaamslag                                                      |
| 1908 - 1926  | J. Steketee                        |                    |                                                                                         |
| 1926 - 1944  | mr.dr. Aloys Joan Joseph Maria Mes | RKSP               |                                                                                         |
| 1944         | Chr. Kole                          |                    |                                                                                         |
| 1944 - 1945  | mr.dr. Aloys Joan Joseph Maria Mes | RKSP               |                                                                                         |
| 1946 - 1952  | Bart (B.) Funk                     | KVP                | later burgemeester van Oudenbosch en Oisterwijk                                         |
| 1953 - 1958  | Harry (H.J.J.) Derckx              | KVP                | later burgemeester van Budel en Rucphen                                                 |
| 1959 - 1968  | Nicolaas Willem Elsen              | KVP                | later burgemeester van Laren (NH)                                                       |
| 1968 - 1970  | mr. M. Somers                      | KVP                | waarnemend; tevens burgemeester van Hoedekenskerke en later burgemeester van Hontenisse |